# Gabriel Garko
Dario Oliviero (n. 12 iulie 1972, Torino, Italia), cunoscut ca Gabriel Garko, este un actor și fost model italian. Acesta a ajuns cunoscut pentru rolul lui Tonio Fortebracci din serialul L'onore e il rispetto (din italiană Onoare și respect).